# Stazione di San Pietro (Slovenia)
La stazione di San Pietro (in sloveno Šempeter pri Gorici) è una fermata ferroviaria della linea Jesenice-Trieste; serve l'omonimo centro abitato.

## Storia
La fermata fu attivata nel 1906, all'apertura dell'intera linea, con il nome tedesco di St. Peter bei Görz.
Dopo la prima guerra mondiale, con l'annessione della zona al Regno d'Italia, la fermata passò alle Ferrovie dello Stato italiane, assumendo il nome di Gorizia San Pietro.
Dopo la seconda guerra mondiale la fermata passò alla rete jugoslava (JŽ), venendo ribattezzata Šempeter pri Gorici, analogamente al centro abitato.
Dal 1991 appartiene alla rete slovena (Slovenske železnice).